# Guitar Queer-o
«Guitar Queer-o» — 13 эпизод 11 сезона (№ 166) сериала «Южный парк», премьера которого состоялась 7 ноября 2007 года. Название эпизода является непереводимым каламбуром от названия игры Guitar Hero и слова «queer», однако российским поклонникам удалось найти похожую игру слов в русском языке, и это название было переведено как «Гитараст». Игра Guitar Hero III: Legends of Rock была выпущена 28 октября 2007 года, за неделю до премьеры эпизода.
Эпизод пародирует широкое распространение увлечения видеоиграми, при котором их фанаты забывают о виртуальности мира игры и начинают воспринимать его как реальный. Кроме того, сюжет серии является пародией на стандартную историю взлёта, падения и воссоединения рок-группы.

## Сюжет
У Стэна в гостях собирается большая компания, чтобы посмотреть, как Стэн и Кайл играют в Guitar Hero II. Друзья добиваются немалых успехов, и им все аплодируют, но они полностью увлечены игрой и слышат только аплодисменты виртуальных «фанатов». Шерон говорит Рэнди, что если бы дети столь же упорно учились играть на настоящих гитарах, то наверняка добились бы успехов. Рэнди пытается заинтересовать компанию, играя ту же самую песню («Carry On My Wayward Son») на настоящей электрогитаре, но дети объявляют ему, что настоящие гитары — для стариков, и просят не мешать.
Поздно ночью Рэнди тайком включает приставку, играет ту же песню, что и мальчики днём, но не может взять правильно ни одной ноты.
На следующий день Стэн и Кайл набирают в игре 100000 очков и ставят новый рекорд. На экране появляется надпись «Теперь вы рок-звёзды». Рэнди пытается спорить, но тут раздается звонок в дверь — пришёл агент, чтобы заключить с друзьями контракт. Они с радостью соглашаются. Вскоре агент приводит Стэна и Кайла на вечеринку со всевозможными знаменитостями; все гости впечатлены их достижением.
Во время очередного прослушивания менеджер, оставшись со Стэном наедине, убеждает того, что он — настоящий талант, а Кайл ему только мешает. Наконец Стэн соглашается, и менеджер знакомит его с новым напарником по имени Тэд Джарвис (англ. Thad Jarvis), который способен играть на гитарном симуляторе даже «акустически». Они начинают репетировать (снова собирается большая компания, чтобы на это посмотреть), и тут входит ничего не подозревающий Кайл. Стэн рассказывает ему, что решил дальше играть с Тэдом, потрясённый Кайл уходит. Крейг говорит: «Эта игра просто супер», показывая, что он воспринимает разногласия между Кайлом и Стэном как часть игры в Guitar Hero.
Стэн идёт в магазин в поисках каких-нибудь руководств по Guitar Hero, чтобы лучше подготовиться к выступлению, на котором они с Тэдом должны побить рекорд в миллион очков. В магазине продавец предлагает ему игру «Heroin Hero» (рус. Героиновый герой), чтобы «снять стресс». Игра заключается в том, что персонаж колется героином и бегает за розовым дракончиком, но никак не может его поймать. Дома Стэн погружается в «Heroin Hero», забывая обо всём остальном.
На следующий день Стэн и Тэд репетируют, но Стэн не попадает по нотам, всё больше раздражается и наконец выходит из себя. В ответ Тэд отказывается выступать, а менеджер находит у Стэна в сумке «Heroin Hero»; он действует примерно так, будто нашёл настоящий героин, и сообщает Стэну, что теперь ему предстоит набрать миллион очков в одиночку.
Тем временем Кайл играет в Guitar Hero в боулинг-клубе, добиваясь некоторых успехов.
Стэн опять играет в Heroin Hero, и за 10 минут до выступления он к ужасу менеджера находится в полуобморочном состоянии. Во время концерта он не может взять ни одной ноты, его тошнит. От него уходит менеджер и друзья, которые не в силах вынести этого зрелища.
Стэн решает завязать с Heroin Hero и приходит в магазин за новой игрой. Продавец предлагает ему «Rehab Hero» (рус. Реабилитационный герой; игра заключается в том, что за персонажем гонится большой дракон), но Стэн отказывается и покупает простые гонки. Он играет со включённым радио, и тут ставят песню с комментарием: «Эту песню играли в Guitar Hero двое наших четвероклассников. Интересно, что с ними сейчас?». Эта песня — «Carry On My Wayward Son», именно её они играли в начале серии. Он идёт к Кайлу (тот по-прежнему играет в боулинг-клубе) и предлагает снова играть вместе. Кайл обижен на него, но в конце концов соглашается. Они приходят домой к Стэну и видят, что Рэнди играет в Heroin Hero. После спора Стэн отбирает у него приставку. Вновь собирается большая компания, чтобы посмотреть на игру, и друзья в конце концов набирают миллион, после чего на экране появляется надпись «Вы — педики!» («You are FAGS»). «И это всё? Чёрт возьми!» — в недоумении произносит Кайл, они со Стэном бросают симуляторы и уходят. Картман предлагает Баттерсу сыграть, но тот предупреждает, что это он кинет напарника ради вечеринок и славы, показывая, что и он воспринимает всё происходившее как часть сюжета игры.

## Использованные песни
- «Carry On My Wayward Son» Kansas[4] — её играют в начале Стэн и Кайл, а потом Рэнди (на настоящей гитаре).
- «Cherry Pie» Warrant — её играют Стэн и Кайл перед тем, как менеджер решает выгнать Кайла.
- «I Wanna Be Sedated» Ramones — её играют Стэн и Тэд.
- «Jordan» Buckethead[5] — Тэд играет её в акустике.
- «John the Fisherman» Primus[6] — Тэд играет её в акустике, а потом у Стэна дома.
- «Pretty Vacant» Sex Pistols — Стэн выступает с ней соло после сильной дозы Heroin Hero.
- «Every Rose Has Its Thorn» Poison — её играет в баре Кайл.
- «Knockin’ on Heaven’s Door» Боб Дилан, соло Slash — её играет в баре Кайл
- «I Remember You» Skid Row — с ней Кайл выступает в баре, когда Стэн приходит мириться.
- «Woman» Wolfmother[7][8] — на ней Стэн и Кайл набирают миллион.
- «Surrender» Cheap Trick — звучит на финальных титрах.
- Песня, играющая по радио, когда Стэн садится играть в гонки, — «You and me, girl», которую пел Рэнди в эпизоде «Самопроизвольное возгорание». Однако по радио говорится, что это песня The Splendiffs.

## Реакция
Эпизод посмотрело более 4 миллионов зрителей (рейтинг P+), он был наиболее просматриваемой телепрограммой года на Comedy Central; серия обогнала предыдущего рекордсмена, вышедший неделю назад эпизод того же шоу «Воображеньелэнд, эпизод III», который до этого был самым высокорейтинговым эпизодом шоу со времён серии второго сезона «Мамаша Картмана по-прежнему грязная шлюха».
Несмотря на хорошие рейтинги, эпизод получил несколько весьма прохладных рецензий. Ресурс IGN назвал «Guitar Queer-o» «тусклым эпизодом»; в рецензии говорится, что серия «базируется на идее, которую можно обыграть смешно, но которой абсолютно недостаточно для целого эпизода». Эпизод получил оценку 6,9 из 10. Ресурс 411 Mania также раскритиковал эпизод, сказав в рецензии, что «первые двадцать одна с половиной минуты были абсолютно не смешными» и назвав финал самой лучшей частью всего эпизода; оценка составила 6,0. В противоположность этой критике, блог TV Squad дал на серию вполне положительный отзыв; в этой рецензии, помимо также отмеченной концовки, была выделена сцена с Рэнди, играющим на настоящей гитаре.
Квотербек команды Denver Broncos Джэй Катлер был спародирован в эпизоде (Стэн говорит ему, что он отстой, но, по мнению Рэнди, со временем может стать лучше). Сам Катлер отозвался об этом позитивно, сказав: «Это было классно. Мне показалось, что это смешно. Они могут смеяться надо мной, если хотят».
Вымышленная игра Heroin Hero, играющая в эпизоде существенную роль, побудила фанатов изготовить целый ряд flash-аналогов для неё. В целом реакция зрителей и фанатов оказалась благоприятнее, чем у критиков: эпизод получил оценку 8,6 в результате голосования посетителей сайта TV.com и 8,0 в результате голосования посетителей IMDb.
Отрывки из эпизода были использованы в программе Day to Day на Национальном публичном радио (NPR) в рамках дискуссии о том, не вытесняют ли игры вроде Guitar Hero или Rock Band в жизни подростков игру на реальных инструментах. Кроме того, эпизод упоминается в статье о проблеме превалирования видеоигр над реальными инструментами на новостном ресурсе ZDNet.

## Пародии
- Фамилия менеджера — мистер Кинсайд. Это отсылка к Рубину Кинсайду, менеджеру группы в ситкоме The Partridge Family[12].
- Большая часть второстепенных персонажей фильма напоминает героев из фильмов «Ночи в стиле буги» и «Рок-звезда». Это фильмы с похожей на эпизод сюжетной основой, в обоих снимался Марк Уолберг. На фильме «Ночи в стиле буги» также основан эпизод вечеринки[22], а из «Рок-звезды» взята сцена, в которой Кайл уходит с запланированного выступления в боулинг-клубе.
- На вечеринке появляется немало локальных знаменитостей из Колорадо: квотербек Denver Broncos Джей Катлер (ему Стэн говорит «ты типа как отстой, но, как считает мой папа, со временем можешь стать лучше»), Том Шейн из The Shane Company, Джейк Джобс из American Furniture Warehouse, местный теледиктор Рон Зополо.
- Сцена ухода Тэда с репетиции пародирует эпизод из фильма То, что ты делаешь, в которой Джимми уходит из группы The Wonders.
- Стэн, во время выступления из-за героина не способный нормально сыграть «Pretty Vacant» Sex Pistols, — пародия на поведение басиста Sex Pistols Сида Вишеза во время их последнего тура, а также отсылка к эпизоду фильма «Сид и Нэнси» где Сид пел «с листа» на концерте, а вся публика сбежала из-за его неудачного выступления.
- Сцена, когда продюсер находит Стэна у него дома в состоянии игрового опьянения от Heroin Hero, а затем Стэн выходит в таком состоянии играть, возможно, пародирует фильм по альбому The Wall группы Pink Floyd, где Пинка находят под кайфом в гостиничном номере. Или это пародия на фильм «Сид и Нэнси» (когда Сида Вишеза в его номере будят перед самым концертом).